# Schwälblesklinge
Die Schwälblesklinge ist ein kleines Kerbtal im Stuttgarter Stadtteil Kaltental. Entstehung und Hintergründe werden in einem geographischen Lehrpfad durch Schautafeln erklärt. In der Schwälblesklinge finden sich deutliche Verwitterungshohlkehlen, die sehr anschaulich die Erosionsprozesse bei der Entstehung von Schichtstufenlandschaften und sogenannten Klingen verdeutlichen.
Durch die Schwälblesklinge fließt ein knapp ein Kilometer langer Bach, der in Stuttgart-Süd in den Nesenbach mündet.

## Lage und Entstehung
Die Schwälblesklinge beginnt am Nordwestrand des Stadtteils Sonnenberg, verläuft westwärts und mündet am nördlichen Ortsende von Kaltental in das Tal des Nesenbaches. Sie hat eine Länge von rund einem Kilometer. Rechts über ihrem Einschnitt liegt der Waldfriedhof Stuttgart.
Die Schwälblesklinge ist hauptsächlich durch Tiefenerosion während der letzten Eiszeit entstanden.
Um den direkt neben dem Bach verlaufenden Waldweg zu schützen, wurden Ufer und Bachbett verbaut. Im Bachbett finden sich neben den östlich anstehenden Sandsteinen und Mergeln auch Muschelkalk und Granit. Zur Fließwasserregulierung wurde zuerst Muschelkalk, später im Rahmen einer naturnahen Gewässergestaltung Granit als Sohlrampe eingebracht.

## Galerie

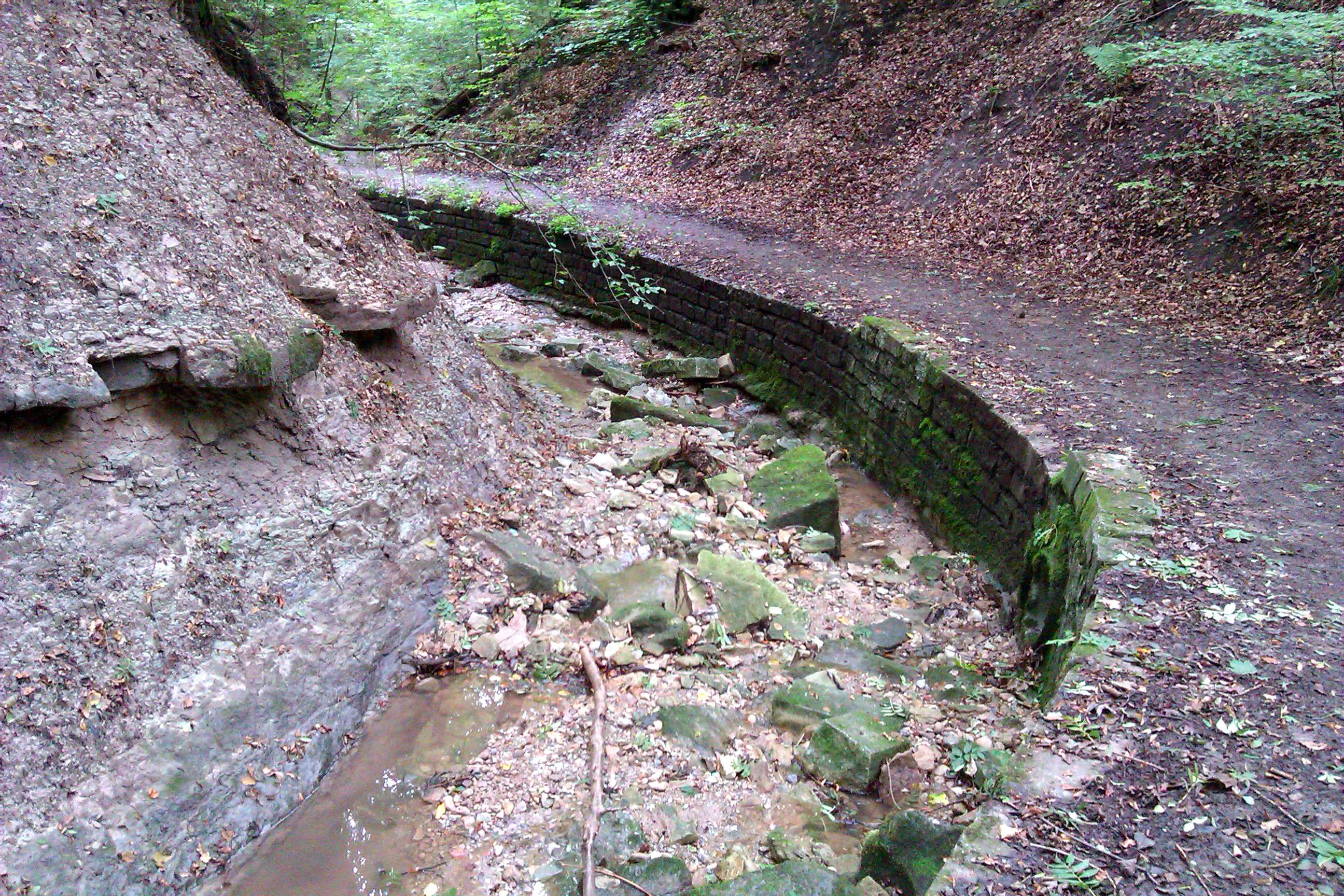
Links weiter erodierender Hang, rechts befestigter Weg
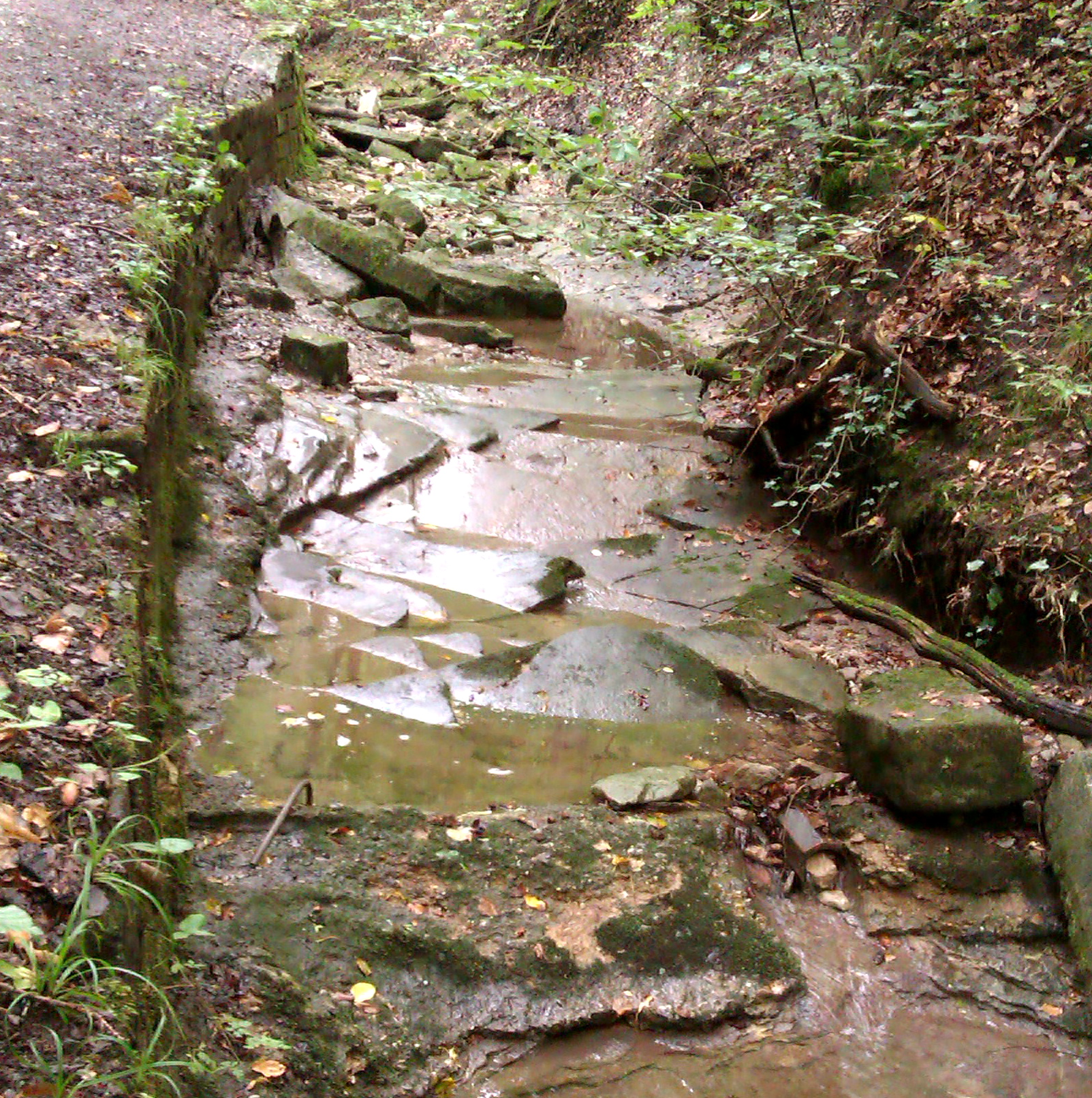
Natürliches Bachbett mit aus der Horizontalen geneigten Felsplatten; Blick stromaufwärts
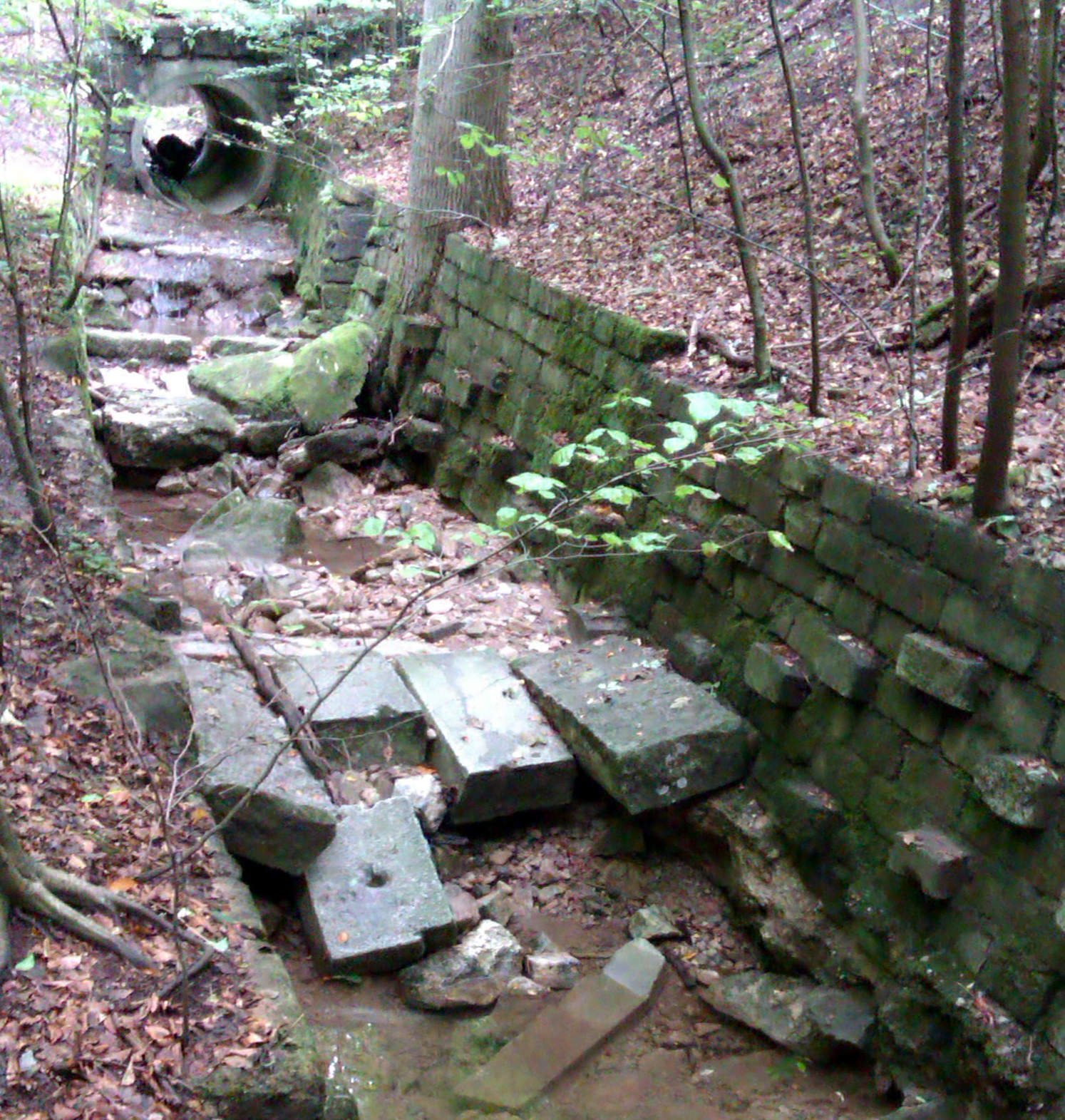
Künstlich befestigtes Bachbett
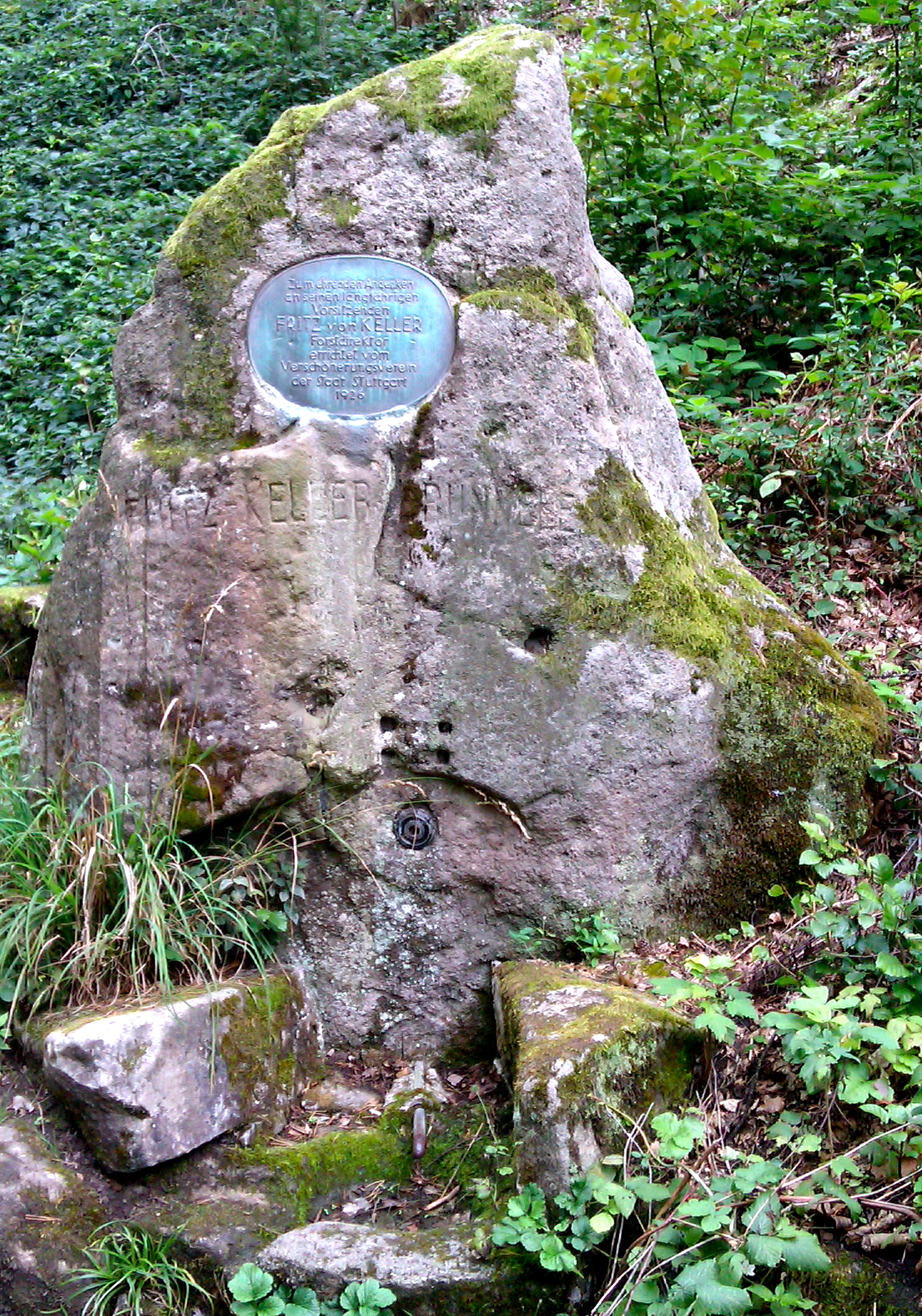
Fritz-Keller-Brünnele am oberen Zugang zum Tal
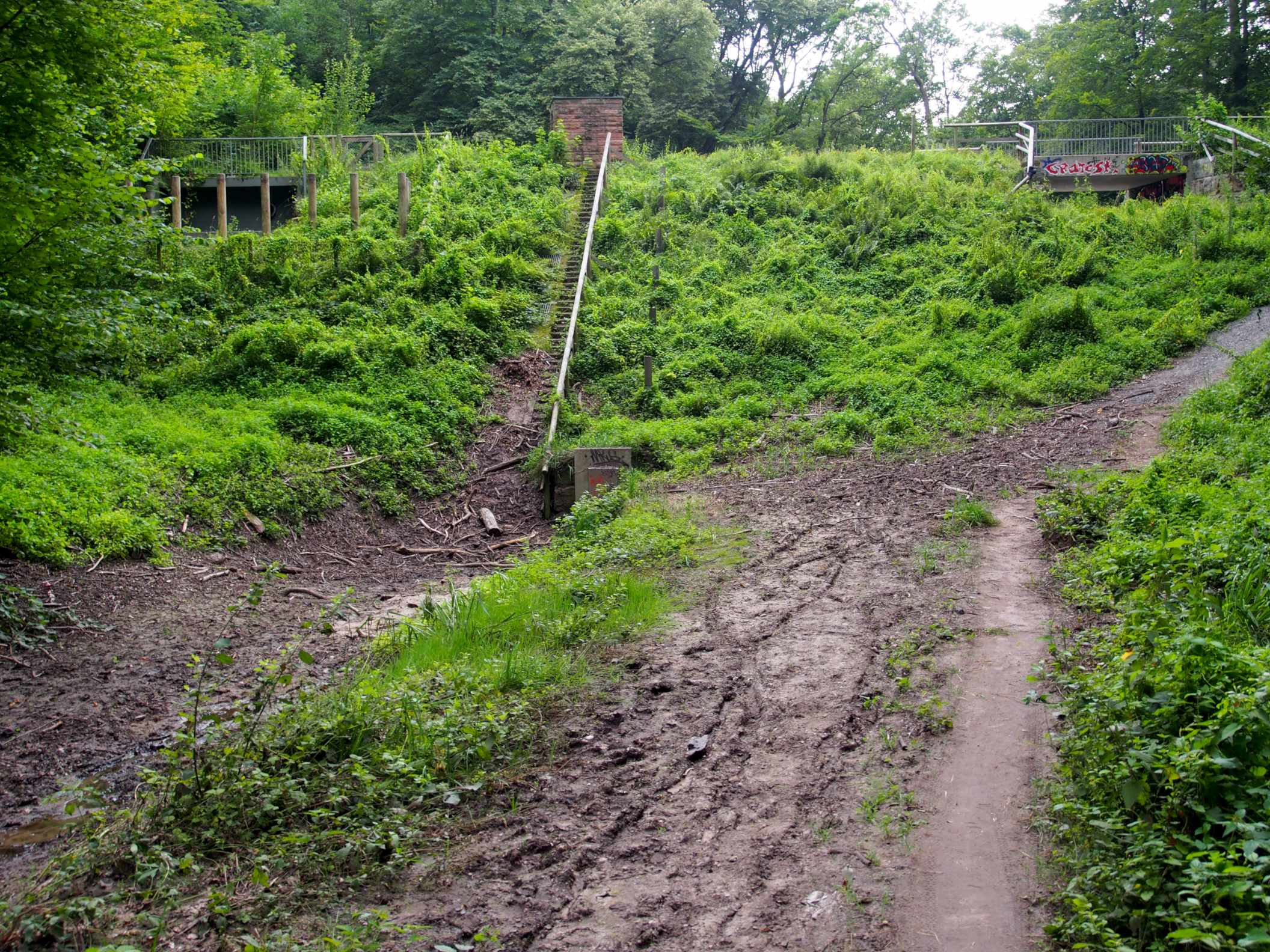
Hochwasserrückhaltedamm am Talabschluss
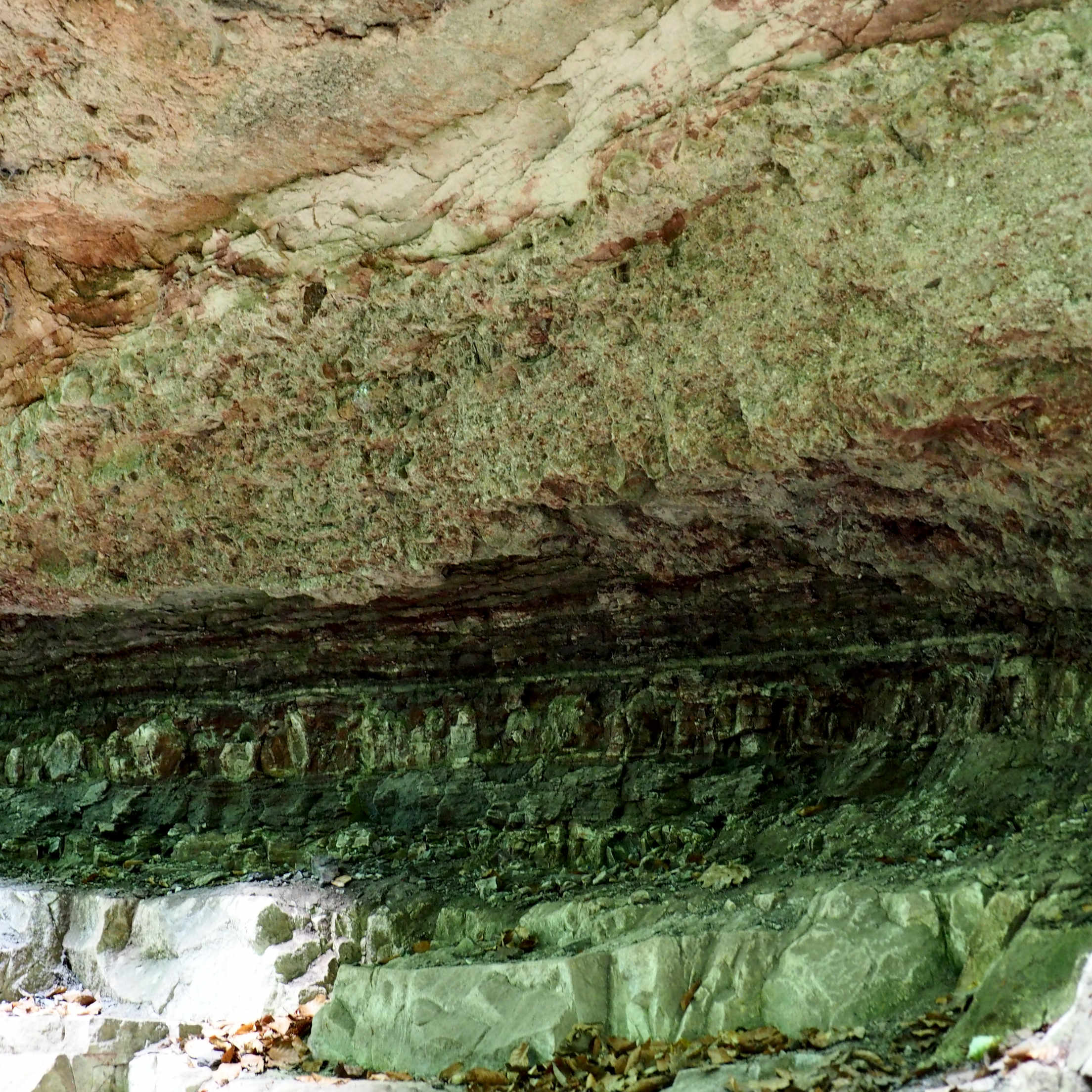
Freigelegte Felsschichten unter einem Überhang